# Fútbol Playa en los Juegos Suramericanos de Playa de 2009
El fútbol playa en los Juegos Suramericanos de Playa de 2009 es el torneo que se realizó en Uruguay.

## Participantes
| Equipos participantes | Equipos participantes | Equipos participantes | Equipos participantes |
| --------------------- | --------------------- | --------------------- | --------------------- |
| Argentina             | Brasil                | Colombia              | Ecuador               |
| Paraguay              | Uruguay               | Venezuela             |                       |

## Primera fase

### Grupo A
| Equipo    | Pts | PJ | PG | PG+ | PP | GF | GC | Dif |
| --------- | --- | -- | -- | --- | -- | -- | -- | --- |
| Uruguay   | 9   | 3  | 3  | 0   | 0  | 17 | 5  | 12  |
| Colombia  | 3   | 3  | 1  | 0   | 2  | 9  | 11 | -2  |
| Ecuador   | 3   | 3  | 1  | 0   | 2  | 7  | 12 | -5  |
| Venezuela | 3   | 3  | 1  | 0   | 2  | 7  | 12 | -5  |

| 7 de diciembre de 2009 | Colombia | 5:2 | Ecuador |  |  |

| 7 de diciembre de 2009 | Uruguay | 6:2 | Venezuela |  |  |

| 8 de diciembre de 2009 | Ecuador | 3:1 | Venezuela |  |  |

| 8 de diciembre de 2009 | Uruguay | 5:1 | Colombia |  |  |

| 9 de diciembre de 2009 | Venezuela | 3:4 | Colombia |  |  |

| 9 de diciembre de 2009 | Uruguay | 6:2 | Ecuador |  |  |

### Grupo B
| Equipo    | Pts | PJ | PG | PG+ | PP | GF | GC | Dif |
| --------- | --- | -- | -- | --- | -- | -- | -- | --- |
| Brasil    | 6   | 2  | 2  | 0   | 0  | 18 | 0  | 18  |
| Argentina | 3   | 2  | 1  | 0   | 1  | 6  | 14 | -8  |
| Paraguay  | 0   | 2  | 0  | 0   | 2  | 5  | 15 | -10 |

| 7 de diciembre de 2009 | Brasil | 9:0 | Paraguay |  |  |

| 8 de diciembre de 2009 | Argentina | 6:5 | Paraguay |  |  |

| 9 de diciembre de 2009 | Argentina | 0:9 | Brasil |  |  |

## Segunda fase

### Cuadro general
|  | Semifinales     | Semifinales     |   |                 | Final           | Final |  |
|  |                 |                 |   |                 |                 |       |  |
|  |                 |                 |   |                 |                 |       |  |
|  | 10 de diciembre |                 |   |                 |                 |       |  |
|  | Uruguay         | 4               |   |                 |                 |       |  |
|  | Argentina       | 5               |   |                 |                 |       |  |
|  |                 |                 |   |                 |                 |       |  |
|  |                 |                 |   |                 | 11 de diciembre |       |  |
|  |                 |                 |   |                 | Argentina       | 4     |  |
|  |                 | Brasil          | 7 |                 |                 |       |  |
|  |                 |                 |   |                 |                 |       |  |
|  |                 |                 |   |                 |                 |       |  |
|  |                 |                 |   |                 | Tercer lugar    |       |  |
|  | 10 de diciembre | 10 de diciembre |   | 11 de diciembre | 11 de diciembre |       |  |
|  | Brasil          | 15              |   | Uruguay         | 9               |       |  |
|  | Colombia        | 0               |   |                 | Colombia        | 3     |  |

### Semifinales
| 10 de diciembre de 2009 | Uruguay | 4:5 | Argentina |  |  |

| 10 de diciembre de 2009 | Brasil | 15:0 | Colombia |  |  |

### Tercer lugar
| 11 de diciembre de 2009 | Uruguay | 9:3 | Colombia |  |  |

### Final
| 11 de diciembre de 2011 | Brasil | 7:4 | Argentina |  |  |

| Bandera de Brasil          |
| Campeón Brasil 1.er Título |

## Posiciones
| Pos.              | Equipo    |
| ----------------- | --------- |
| Medalla de oro    | Brasil    |
| Medalla de plata  | Argentina |
| Medalla de bronce | Uruguay   |
| 4                 | Colombia  |
| 5                 | Ecuador   |
| 6                 | Venezuela |
| 7                 | Paraguay  |

## Estadísticas
| Pos. | Equipo    | Pts | PJ | PG | PG+ | PP | GF | GC | Dif. | Rend. |
| ---- | --------- | --- | -- | -- | --- | -- | -- | -- | ---- | ----- |
| 1    | Brasil    | 12  | 4  | 4  | 0   | 0  | 40 | 4  | +36  | 100%  |
| 2    | Argentina | 6   | 4  | 2  | 0   | 2  | 15 | 25 | -10  | 50%   |
| 3    | Uruguay   | 12  | 5  | 4  | 0   | 1  | 30 | 13 | +17  | 80%   |
| 4    | Colombia  | 3   | 5  | 1  | 0   | 4  | 12 | 35 | -23  | 20%   |
| 5    | Ecuador   | 3   | 3  | 1  | 0   | 2  | 7  | 12 | -5   | 33,3% |
| 6    | Venezuela | 3   | 3  | 1  | 0   | 2  | 7  | 12 | -5   | 33,3% |
| 7    | Paraguay  | 0   | 2  | 0  | 0   | 2  | 5  | 15 | -10  | 0%    |

## Medallero
| Evento    | Oro    | Plata     | Bronce  |
| --------- | ------ | --------- | ------- |
| Masculino | Brasil | Argentina | Uruguay |